# 대한민국 공군의 대대 목록
이 문서는 대한민국 공군의 비행대대을 내림차순으로 정리한 목록이다.

## 1~100
- 제16비행교육대대;
- 제17비행교육대대;
- 제19비행단 정보통신대대; 제19항로통신대대; 1998년, 개편(정보통신대대)
- 제30비행관제경보대대; 1955년 9월 1일, 창설; 1957년, 개편(제30관제경보전대)
- 제32비행대대; 1958년, 창설(제32전술정찰비행대대);
- 제33구조비행대대; 1958년 7월 16일(혹은 8월 1일), 창설 ~ ?, 제233탐색구조비행대대로 개명
- 제59해상초계비행대대; 1976년, 해군으로 전군.

## 101~200
- 제101전투비행대대; 1951년 8월 1일, 창설[1] ~
- 제102전투비행대대; 1951년 8월 1일, 창설(제12전투폭격대대); 1953년 2월 15일, 재편성(제102전투비행대대) ~ 2005년 8월 12일, 해체; 2007년 4월 1일, 재창설
- 제103전투비행대대; 1992년 ~
- 제105전투비행대대;
- 제108전투비행대대; 1960년, 창설(제108요격전투비행대대);
- 제110전투비행대대;
- 제111전투비행대대; 1958년 1월 13일, 창설 ~
- 제112전투비행대대;
- 제115전투비행대대; 1968년 5월 5일, 창설 ~ 2009년 11월, 해체; 2010년 10월 6일, 재창설 ~
- 제120전투비행대대;
- 제121전투비행대대;
- 제122전투비행대대;
- 제123전투비행대대;
- 제131전술정찰기대대;
- 제132전술정찰기대대;
- 제151전투비행대대; 1969년 9월 23일, 창설 ~
- 제152전투비행대대;
- 제153전투비행대대;
- 제155전투비행대대;
- 제156전투비행대대; 1988년 11월 9일?, 창설 ~ 2012년 12월 7일, 해체[2];
- 제157전투비행대대;
- 제159전술정찰비행대대; 1991년, 창설(제159전투비행대대); 2014년 재편성(제159전술정찰비행대대)
- 제161전투비행대대;
- 제162전투비행대대; 1987년, 창설 ~
- 제189전투비행대대;
- 제191고등전기전술훈련대대;
- 제192고등전기전술훈련대대;

## 201 ~ 300
- 제201비행대대; 1976년
- 제202전투비행대대; ?, 창설 ~ ?, 해체; 2014년 30일, 재창설[3]~
- 제203전투비행대대;
- 제205전투비행대대; 1977년 9월 20일, 창설 ~ 2015년, 해체
- 제206전투비행대대;
- 제207전투비행대대;
- 제212비행교육대대; 1970년, 창설 ~
- 제213비행교육대대;
- 제215비행교육대대; 2000년 6월 15일, 창설 ~
- 제216비행교육대대;
- 제217비행교육대대; 2000년 6월 15일, 창설 ~
- 제236비행교육대대;
- 제231탐색구조비행대대; 2016년 3월 1일, 창설[4] ~ ;
- 제233비행대대;
- 제236비행대대;
- 제237전술통제비행대대; 1974년 10월 10일, 창설 ~
- 제238대대; 1983년 1월 15일 ~ 2007년;
- 제239특수비행대대 (곡예비행); 1999년 4월 1일, 창설 ~ 2007년, 해체; 2009년, 재창설 ~
- 제239항공기정비대대; 제239정비중대; 2009년, 개편(대대) ~
- 제255특수작전비행대대; 1955년 10월, 창설[5] ~
- 제256전술공수비행대대;
- 제261공중급유비행대대; 2018년 9월 3일, 창설 ~
- 제271항공통제비행대대; 2010년 10월 1일?, 창설 ~
- 제281시험비행대대; 1999년, 창설
- 제288전자전투비행대대; 1999년 7월 1일, 창설 ~
- 제296특수작전비행대대;

## 같이 보기
- 대한민국 공군의 부대 조직 및 편성 목록

## 참고
1. ↑  이주형 (2013년 11월 4일). “수도권 영공 철통수호 공군의 역사 새로쓴다”. 국방홍보원. 국방일보. 2019년 12월 18일에 원본 문서에서 보존된 문서. 2019년 10월 27일에 확인함.
2. ↑  김철환 (2012년 11월 23일). “F-4E 팬텀’ 비행임무 완수”. 국방홍보원. 국방일보. 2019년 12월 18일에 원본 문서에서 보존된 문서. 2019년 10월 27일에 확인함.
3. ↑  정차모 (2015년 12월 30일). “공군 제16전비 202전투비행대대 정상작전 개시..FA-50 운용하는 비행대대 창설!”. 예천인터넷뉴스. 2019년 10월 27일에 확인함.[깨진 링크(과거 내용 찾기)]
4. ↑  김상윤 (2016년 4월 7일). “적지에 남겨진 전우 반드시 구출한다”. 국방홍보원. 국방일보. 2019년 12월 18일에 원본 문서에서 보존된 문서. 2019년 10월 27일에 확인함.
5. ↑  김경태 (2003년 7월 23일). “공군 특수작전 비행대대, 21년 무사고 비행”. 한경닷컴. 연합뉴스. 2019년 12월 18일에 원본 문서에서 보존된 문서. 2019년 10월 27일에 확인함.